# John Taylor (calciatore)
John Taylor (Norwich, 24 ottobre 1964) è un allenatore di calcio ed ex calciatore inglese, di ruolo attaccante.

## Carriera

### Giocatore
Nella stagione 1982-1983 all'età di 18 anni viene tesserato dal Colchester Utd, club della quarta divisione inglese, che però dopo pochi mesi ed una sola presenza in partite ufficiali (in Coppa di Lega) gli rescinde il contratto; Taylor abbandona quindi la carriera professionistica, iniziando anche a lavorare come impiegato, e parallelamente gioca con i semiprofessionisti del Sudbury, club della Easter Counties League: rimane in squadra per 6 stagioni consecutive, vincendo anche diversi trofei a livello regionale (2 campionati, 4 Suffolk Premier Cup ed una East Anglian Cup), segnando anche con grande regolarità. Nell'estate del 1988, ormai ventiquattrenne, viene acquistato per la cifra di 1000 sterline da Chris Turner, allenatore del Cambridge Utd, club di quarta divisione: negli anni seguenti, in coppia con l'altro attaccante Dion Dublin, Taylor forma una delle coppie di attaccanti più prolifiche della storia del club, che peraltro in questi anni vive uno dei migliori periodi della propria storia: dal 1989 al 1991 ottiene infatti 2 promozioni consecutive, prima vincendo i play-off di quarta divisione e poi vincendo la Third Division 1990-1991, ed in parallelo arriva per 2 volte di fila ai quarti di finale di FA Cup (con eliminazioni per mano di Crystal Palace ed Arsenal, entrambi club di prima divisione, dopo aver eliminato vari club di categorie superiori nei turni precedenti). Nella stagione 1991-1992, 2 soli anni dopo aver lasciato il lavoro come impiegato, Taylor si ritrova quindi a giocare in seconda divisione, dove peraltro continua a segnare con buona regolarità, tanto che il Cambridge United nel novembre del 1991 per un periodo si ritrova addirittura in testa alla classifica; nel marzo del 1992 tuttavia Taylor viene ceduto ai Bristol Rovers per 90000 sterline più Devon White come contropartita tecnica: l'attaccante rimane ai Pirates anche per le successive 2 stagioni, sempre in seconda divisione, segnando in totale 44 reti in 95 partite di campionato.
Nell'estate del 1994 passa per 300000 sterline al Bradford City: dopo un solo campionato da 36 presenze ed 11 reti (sempre in seconda divisione), viene poi ceduto al Luton Town per 200000 sterline. Con gli Hatters non riesce però ad avere un rendimento all'altezza di quello delle stagioni precedenti: in un anno e mezzo di permanenza segna infatti solamente 3 reti in 37 partite di campionato, trascorrendo peraltro 2 brevi periodi in prestito in terza divisione con Lincoln City (5 presenze e 2 reti) e Colchester United (8 presenze e 5 reti). Nel gennaio del 1997 viene ceduto gratuitamente al Cambridge United, tornando quindi in squadra dopo quasi 6 anni. Al termine della stagione 1998-1999 ottiene peraltro una promozione dalla quarta alla terza divisione con gli U's, giocando poi in questa categoria per 3 stagioni, a cui fanno seguito ulteriori 2 stagioni in quarta divisione, fino al termine della stagione 2003-2004 (dal 2001 al 2004 Taylor è peraltro contemporaneamente anche l'allenatore del club). Nel marzo del 2004 viene esonerato dal Cambridge United, e contestualmente lascia anche il ruolo di giocatore, dopo un totale di 332 presenze e 86 reti in partite di campionato (grazie a cui è il giocatore del club con più reti segnate in partite dei campionati della Football League davanti ad Alan Biley, autore di 74 reti) spalmate su complessive 10 stagioni. Chiude quindi la stagione 2003-2004 giocando in quarta divisione con il Northampton Town, mentre l'anno seguente, dopo 5 presenze ed una rete nella medesima categoria con il Dag & Red, passa a campionato iniziato al Mildenhall Town, dove mantiene il doppio ruolo di giocatore e vice allenatore. L'anno seguente ricopre un doppio ruolo analogo nel Long Melford, di cui nella stagione 2006-2007 viene anche promosso ad allenatore. Torna quindi al Mildenhall Town, questa volta come giocatore/allenatore, con cui tra il 2009 ed il 2011 vince anche 2 Cambridgeshire Invitation Cup. In seguito gioca anche con i dilettanti del Walsham-le-Willows, dove rimane fino al 2014, quando, ormai quarantaquattrenne, lascia definitivamente l'attività agonistica, complici anche dei problemi cardiaci.
In carriera ha totalizzato complessivamente 526 presenze e 153 reti nei campionati della Football League.

### Allenatore
Tra il 2001 ed il 2004 ha allenato il Cambridge United (41 vittorie, 37 pareggi e 57 sconfitte in 135 partite sulla panchina del club); negli anni seguenti ha svolto vari ruoli come giocatore/allenatore o giocatore/vice allenatore: l'unico club in cui ha esclusivamente allenato senza anche contemporaneamente giocarvi è il Newmarket Town, sulla cui panchina è rimasto per alcuni mesi nel 2007.

## Palmarès

### Giocatore

#### Competizioni nazionali
- Third Division: 1

Cambridge United: 1990-1991

#### Competizioni regionali
- Eastern Counties League: 2

Sudbury Town: 1985-1986, 1986-1987
- Suffolk Premier Cup: 4

Sudbury Town: 1982–1983, 1984–1985, 1986–1987, 1987–1988
- East Anglian Cup: 1

Sudbury Town: 1987-1988
- Cambridgeshire Invitation Cup: 2

Mildenhall Town: 2009-2010, 2010-2011